# Zeynal Khalil
 (janvier 2023).
Zeynal Khalil (en azéri : Zeynal Xəlil, vrai nom - Zeynal Rza oglu Khalilov; né le 23 mars 1914 à Elizavetpol et mort le 11 août 1973 à Bakou) est un poète et dramaturge azerbaïdjanais soviétique, ouvrier d'art honoré de la RSS d'Azerbaïdjan (1964).

## Biographie
Il est diplômé d'abord d'une école de sept ans, puis d'une école professionnelle. En 1932, il entre à la Faculté de langue et de littérature de l'Institut pédagogique d'État d'Azerbaïdjan, dont il sort diplômé en 1936.

## Œuvre avant 1941
Il écrit sa première œuvre intitulée Nouveau village pendant ses études à l'Institut pédagogique d'État d'Azerbaïdjan. À partir des mêmes années, les poèmes de Zeynal Khalil sont publiés dans les principales publications de l'Azerbaïdjan soviétique - les journaux Gənc Işçi (aujourd'hui Respublika gəncləri), Ədəbiyyat qəzeti.
En 1936, la maison d'édition Azernechr publie le premier livre avec les œuvres du poète appelé Istek (en azéri désir). Ses livres contiennent des poèmes Cambriolage (1936), L'épé (1940) étaient d'un grand intérêt pour les lecteurs. Le poème L'épée dépeint la lutte des membres ruraux du Komsomol pour la collectivisation, et le poème Katyr Mammad écrit en 1941 est dédié au héros national de l'époque de la guerre civile Mammad Mammadov.

## Activité littéraire après 1941
Pendant la Grande Guerre patriotique, Zeynal Khalil consacre un certain nombre de ses œuvres à l'héroïsme du peuple soviétique dans la lutte contre le fascisme - parmi lesquels le poème Tatyana dédié à Zoya Kosmodemyanskaya, les poèmes Sellez les chevaux, 416, Testament des militaires. Dans les années d'après-guerre, la direction du travail du poète change et il consacre de plus en plus de ses œuvres à la vie quotidienne du village azerbaïdjanais, aux travailleurs de l'Azerbaïdjan soviétique, et écrit des poèmes lyriques. La collection Deux mondes (1952) comprend les œuvres de Zeynal Khalil sur l'Azerbaïdjan soviétique et la vie de la Turquie. Dans le roman en vers Étoiles (1961), le poète décrit la vie du village azerbaïdjanais pendant la Grande Guerre patriotique. Auteur d'un certain nombre de pièces mises en scène en Azerbaïdjan, en 1974, basées sur la pièce Katyr Mammad (1945), le film Vengeur de Ganjabasar réalisé par Rasim Odjagov au studio de cinéma Azerbaїdjanfilm. Il traduit également en azerbaïdjanais les œuvres de Pavel Antokolski, Rassoul Gamzatov, David Guramichvili, Sandor Petofi, Gafur Gulyam et d'autres.

## Récompenses
- Artiste émérite de la RSS d'Azerbaïdjan (1964)
- Ordre de l'insigne d'honneur

## Mémoire
- Une plaque commémorative est installée sur le mur de la maison à Bakou où vivait Zeynal Khalil.
- L'une des rues de Bakou porte le nom de Zeynal Khalil